# Emons Verlag
Emons Verlag ist ein 1984 von Hermann-Josef Emons (1950–2023) gegründeter Buchverlag mit Sitz in Köln. Nach Emons Tod übernahm seine Tochter Franziska Emons-Hausen die Nachfolge in der Geschäftsführung.

## Geschichte
1984 gründete Hermann-Josef „Hejo“ Emons (1950–2023) seinen gleichnamigen Verlag in der Lütticher Straße in Köln. 2015 zog der Verlag in die Cäcilienstraße um. Der erste veröffentlichte Titel war der Stadtführer Köln zwischen Himmel und Ääd, der unbekannte Ansichten und andere Perspektiven der Stadt Köln vorstellte. Bereits im ersten Jahr brachte der Verlag mit dem Köln-Krimi Tödlicher Klüngel von Christoph Gottwald den ersten in Köln spielenden Lokalkrimi auf den Markt und wurde damit zum Wegbereiter des Genres „Regionalkrimi“ für die Domstadt. Seit 2009 spielen die Krimis auch im Ausland (unter anderem in Österreich, Schweiz, Spanien, Italien). In über dreizehn Ländern erschienen Übersetzungen, zum Beispiel in den USA, Japan, Finnland und Slowenien.
Im Jahr 2014 wurde der Verleger für seine Verdienste um die deutschsprachige Kriminalliteratur mit dem Ehrenglauser-Preis der Autorenvereinigung Syndikat ausgezeichnet. 2019 übernahm Emons den Dortmunder Grafit Verlag.

## Programmschwerpunkte

### Krimireihen
Emons veröffentlichte in der Reihe Köln Krimi den ersten deutschen Regionalkrimi. Darauf folgten bald diverse Unterreihen: Der Kinderkrimi Köln Krimis für Pänz und Teens, die Kommissar Löhr-Krimis von Peter Meisenberg und die Köln Krimi Classics, die im historischen Köln spielen. Nach und nach wurde das Programm auf weitere Städte und Regionen ausgeweitet, so dass es inzwischen 40 regionale Krimireihen gibt. Hinzu kommen die historischen Kriminalromane und eine Reihe mit realen Kriminalfällen, den true crimes. Mit dem Mallorca-, Wien-, Alpen- und Schweiz-Krimis erschienen seit 2009 erstmals Titel, deren Handlungsschwerpunkte außerhalb Deutschlands liegen.

### Historische Romane
In der Themenreihe „Historische Romane“ erscheinen Kriminal- und Geschichtsromane, deren Handlung vom 16. Jahrhundert bis ins frühe 20. Jahrhundert reicht. Autoren dieses Genres sind unter anderen Brigit Hermann, Pia Rosenberger, Inès Keerl und Meinrad Braun.

### Sachbücher
Die Sachbücher zur Kultur und Geschichte Kölns, des Rheinlands und anderer Regionen bilden einen weiteren Programmschwerpunkt. 2001 startete mit Köln. Der historisch-topographische Atlas eine Stadtatlanten-Reihe, die mit den Folgeprojekten Der München Atlas (2003), Der historische Atlas Köln (2003), Der Düsseldorf Atlas (2004), Der Leipzig Atlas (2005), Köln und sein Umland in alten Karten (2006) und Der Nürnberg Atlas (2007) fortgesetzt wurde.

### 111 Orte, die man gesehen haben muss
Mit der Veröffentlichung von 111 Kölner Orte, die man gesehen haben muss wurde 2008 die erste Ausgabe einer Reihe publiziert, in der Städte und Regionen als Reise-, Abenteuer- und Entdeckungsführer beschrieben werden. Inzwischen sind 362 Ausgaben erschienen, dazu 111 Orte für Kinder sowie Ausgaben in englischer, französischer und italienischer Sprache.

### Nationalsozialismus-Dokumentation
1994 übernahm der Emons Verlag die Publikation des NS-Dokumentationszentrums der Stadt Köln. Bis 2015 erschienen in der Reihe Schriften des NS-Dokumentationszentrums der Stadt Köln 21 Bände. Im Jahr 2009 erschienen in der Reihe die Bände Zwangssterilisation in Köln 1943–1945 und Verbrechensbekämpfung und soziale Ausgrenzung im nationalsozialistischen Köln. Mit diesen Büchern publizierte der Verlag Standardwerke zur Erforschung des jüdischen Lebens und des nationalsozialistischen Terrors in Köln. Zum 60. Jahrestag des Kriegsendes im März 2005 veröffentlichte Emons erstmals auch eine filmische Dokumentation, die DVD 1945 – Kriegsende in Köln, ein Zeitdokument mit bislang unveröffentlichtem Filmmaterial.

### Medien
Von 1992 bis 2005 gab der Verlag das Medienhandbuch Köln und Düsseldorf heraus, das lange Jahre Recherchebuch für die rheinische Medienlandschaft war und mehrfach neu aufgelegt wurde. Weitere Medienschwerpunkte sind Sachbücher zu den Themen Produktion und Technik (Drehbuchhandwerk, Sitcom. Ein Handbuch für Autoren, Continuity & Script bei Fernsehen und Film) sowie Anleitungen zum kreativen Schreiben.

### EditionKölner Texteund Kalender
Gemeinsam mit der Kulturstiftung der Stadtsparkasse Köln (SK Stiftung Kultur) betreute der Verlag sechs Bände lang die Edition Kölner Texte, eine Reihe mit Lyrik, Kurzprosa und Erzählungen. Die Reihe wurde inzwischen eingestellt.
Im Jahr 2004 erschien der erste Kalender Köln Vertikal 2005 mit Schwarzweiß-Aufnahmen im Hochformat des Kölner Fotografen Björn-Eric Kohnen. Heute erscheint der Kalender unter dem Titel Köln im Hochformat und wird jährlich verlegt.

### Italienischsprachige Hörbuch-Reihe
2007 gründete Hejo Emons zusammen mit der Schriftstellerin Viktoria von Schirach (* 1960) und Axel Huck den Verlag Emons Italia. Der Verlag gibt Hörbücher für den italienischsprachigen Markt heraus. Unter den bisher erschienenen Hörbüchern finden sich Bestseller der italienischen Gegenwartsliteratur, aber auch internationale Kinderbucherfolge wie Pippi Langstrumpf und regionale beziehungsweise landesspezifische Titel aus der edizione contromano des italienischen Verlages Laterza.

## Autoren (Auswahl)
- Friedrich Ani
- Marlene Bach
- Miriam Broicher
- Patrick Brosi
- Oliver Buslau
- Christoph Ernst
- Nicola Förg
- Edgar Franzmann
- Doris Fürk-Hochradl
- Brigitte Glaser
- Christoph Gottwald
- Elisabeth Graf-Riemann
- Sabine M. Gruber
- Ina Haller
- Carsten Sebastian Henn
- Rudolf Jagusch
- Michaela Kastel
- Inès Keerl
- Lutz Kreutzer
- Manuela Kuck
- Volker Kutscher
- Harry Luck
- Volker Mauersberger
- Astrid Miglar
- Michael Moll
- Ralf Nestmeyer
- Ottmar Neuburger
- Edgar Noske
- Inga Persson
- Frank Schätzing
- Jobst Schlennstedt
- Christian Schnalke
- Martin Schüller
- Hermann-Josef Schüren
- Klaus Seibel
- Helmut Vorndran
- Stefan Winges
- Sascha Lapp